# Omar al-Aqta
Omar ibn 'Abdallah ibn Marwan (son premier prénom est parfois traduit par Amr ou Omar), surnommé al-Aqta et trouvé dans les sources byzantines sous le nom d'Amer ou Ambros (en grec : Ἄμερ ou Ἄμβρος) est l'émir semi-indépendant de Mélitène (Malatya) des années 830 à sa mort lors de la bataille de Poson le 3 septembre 863. Lors de cette période, il est l'un des plus grands adversaires de l'Empire byzantin sur leur frontière orientale,.

## Biographie

Carte de la frontière byzantino-arabe vers 842, à l'époque du règne d'Omar al-Aqta comme émir de Malatya.

Omar apparaît dans les sources pour la première fois lors des années 830 quand il participe aux campagnes abbassides contre l'Empire byzantin. Il est notamment présent lors de la grande victoire arabe d'Anzen contre l'empereur byzantin Théophile en juillet 838. Dans les années 840, il fournit un abri aux survivants de la secte du paulicianisme qui fuient la persécution dont ils sont l'objet dans l'Empire byzantin. Il leur donne des terres autour de la forteresse de Téphrikè. Karbéas, le chef des Pauliciens, en fait une principauté indépendante alliée à Omar. Les deux dirigeants lancent fréquemment des expéditions conjointes contre Byzance,,. En 844, les forces d'Omar participent à un raid majeur qui inflige une lourde défaite aux Byzantins conduits par Théoctiste le Logothète lors de la bataille du Mauropotamos. À la fin des années 840, il est aussi engagé dans la guerre contre un seigneur arménien voisin du nom de Sklèros, qu'il finit par vaincre après un conflit long et sanglant,.
Dans les années 850, il est mentionné comme ayant vaincu une expédition conduite par l'empereur Michel III contre Samosate. En outre, il conduit plusieurs raids fructueux conter l'Empire byzantin. L'un d'eux pénètre jusqu'au sein des thèmes des Thracésiens et de l'Opsikion et atteint la grande base militaire byzantine de Malagina en Bithynie. Toutefois, il ne peut stopper une expédition de représailles conduites en 856 par Petronas contre Mélitène et Téphrikè. Ce raid ravage tout le territoire arabe vers Amida et de nombreux prisonniers sont capturés. En 860, aux côtés de Karbeas, Omar lance un raid majeur en Anatolie qui atteint le port de Sinope sur la mer Noire. Il revient avec un butin comprenant notamment 12 000 têtes de bétail,. Trois ans plus tard, il prend part à la grande expédition abbasside qui envahit l'Anatolie en passant par les Portes ciliciennes. Après s'être séparé de l'armée principale et avoir repoussé une armée conduite par Michel III à Mardj al-Usquf (le pré de l'évêque) en Cappadoce, Omar et ses hommes marchent vers le nord pour piller la cité d'Amisos. Néanmoins, sur le chemin du retour, il est encerclé par les Byzantins et tué lors de la bataille de Poson le 3 septembre 863. Seule une petite partie de son armée parvient à s'enfuir sous la direction de son fils mais elle est bientôt vaincue et son chef capturé par le stratège du thème de Charsianon,,. Pour l'Empire byzantin, la mort d'Omar marque la fin de la menace représentée par Mélitène bien que l'émirat survive comme principauté indépendante sous son petit-fils Abou Hafs ibn Amr jusqu'à sa conquête par le général byzantin Jean Kourkouas en 934.